# 小埃里希·孔泽尔
小埃里希·孔泽尔（英語：Erich Kunzel, Jr.，1935年3月21日—2009年9月1日），美国指挥家。被《芝加哥论坛报》称为“大眾王子”，他指挥过多个通俗管弦乐团及交响乐团，特别是辛辛那提大眾管弦樂團，他担任首席指挥超过44年。